# Наукова конференція

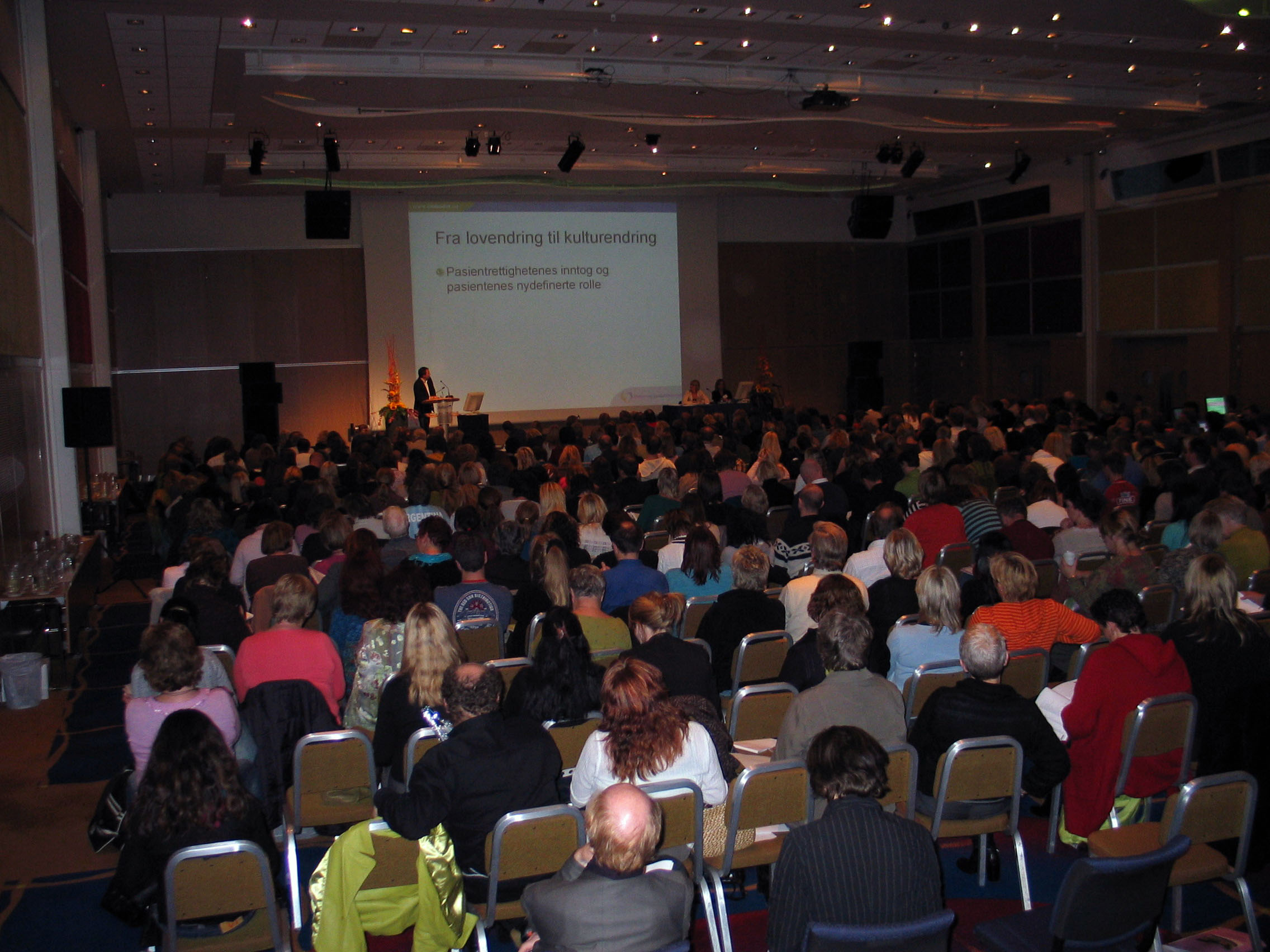
Конференція реабілітаційної лікарської допомоги в Осло.

Відкриття IV Європейської конференції з інформаційної грамотності у Празі. 2016 р.

Наукова конференція — форма організації наукової діяльності, при якій дослідники (не обов'язково вчені чи студенти) представляють і обговорюють свої роботи.

## Історія
Першою історично зафіксованою конференцією був симпозіум друзів Агафона в 416 р. до. н. е.

## Загальний опис
Зазвичай заздалегідь (в інформаційному листі або стендовій оголошенні) повідомляється про тему, час і місце проведення конференції. Потім починається збір тез і доповідей та іноді оргвнесків. За своїм статусом конференція займає проміжне положення між семінаром і конгресом.
Конференції можуть проводитися на різних рівнях (вузівські або міжвузівські, міські, регіональні, всеукраїнські, міжнародні); з різним контингентом учасників (науковці, практики, представники громадськості, представники владних структур і т. ін.); з різним змістом питань, що виносяться на обговорення (наукові; науково-практичні; практичні) тощо.

### Структура конференції
- Реєстрація учасників з роздачею програми конференції (із зазначенням черговості виступів)
- Відкриття та пленарне засідання з виступом організаторів конференції
- Робота в секціях або круглих столів з заслуховуванням доповідей або плакатів та подальшим обговоренням
- Кава-брейк в середині роботи конференції або фуршет або бенкет по її закінченню
- Культурні програми (екскурсії) для іногородніх гостей
- Публікація збірника наукових праць та сертифіката учасника. Часто збірник видається учасникам конференції при реєстрації.

### Види конференцій
- Науково-теоретична конференція
- Науково-практична конференція
- Науково-технічна конференція

## Студентські конференції
Залучення студентів до участі у конференціях дозволяє розвивати ініціативу, активність і самостійність та виховує відповідальність перед колективом. При її проведенні студенти привчаються працювати над додатковою літературою, удосконалюють навики логічного викладення матеріалу, вміння грамотно та послідовно пояснити матеріал теми.